# Међународно такмичење соло певача „Лазар Јовановић”
Међународно такмичење соло певача „Лазар Јовановић” је годишње оперско такмичење које се одржава у Београду. Једно је од најзначајнијих и највећих оперских такмичења у Србији и овом делу Европе. На њему се такмиче соло певачи свих узраста који могу али и не морају да се образују у оквиру званичног система музичког образовања, и сваке године дочека преко стотину учесника из десетак земаља. Такмичење је међународног карактера и названо је по познатом југословенском оперском певачу Лазару Јовановићу. Власник и организатор такмичења је организација Културни елемент.

## Историја
Такмичење је основано 2003 године у оквиру рада Музичког друштва „Станковић” у част чувеном југословенском тенору Лазару Јовановићу. Од оснивања до 2015. године је одржавано у простору Музичке школе Станковић. Затим, услед изузетног пораста важности и значаја се од 2016. године одржава под окриљем организације "Културни елемент", који уводи низ организационих и уметничких новина, и који такмичење премешта из сала музичких школа у Задужбину Илије М. Коларца. Сваке године такмичење дочека преко стотину учесника из скоро десет земаља. До сада, у жирију такмичења појављивала су се нека од највећих имена домаће и светске музичке сцене и педагогије, а победници такмичења су се током протеклих година потврдили као врсни музичари, освајајући светске концертне подијуме и оперске сцене.

## Жири
Од оснивања до данас, у жирију такмичења су били бројни професори, уметници и певачи који важе за највећа имена домаће и светске оперске музичке сцене и педагогије.
| Година | Жири за млађе узрасте                                              | Жири за старије узрасте                                                                              |
| ------ | ------------------------------------------------------------------ | --- |
| 2016   | Валентина Ташкова (председник) Сенка Недељковић Давор Микулић      | Виолета Панчетовић Радаковић (председник) Никола Китановски Дуња Симић Слободан Станковић            |
| 2018   | Тамара Марковић (председник) Дејан Пешић Давор Микулић             | Иштван Андрејчик (председник) Катарина Јовановић Анета Илић Едита Гарчевић-Кожељ                     |
| 2019   | Сања Ерцег Врекало (председник) Берислав Јерковић Давор Микулић    | Дарина Такова (председник) Агата Каниа Кноблох Иштван Андрејчик Катарина Јовановић Никола Мијаиловић |
| 2020   | Сања Ерцег Врекало Катарина Симоновић Иванковић Јерица Рудолф      | Пиа Бродник Драгана Радаковић Мариа Темеши Жељка Милановић (оперска певачица) Берислав Јерковић      |
| 2021   | Аријана Ђилиани Филип Сенка Недељковић Татјана Васле               | Дан Патака Мариа Темеши Весна Шоуц Берислав Јерковић                                                 |
| 2022   | Аријана Ђилиани Филип Ивана Димитријевић Аранђеловић Татјана Васле | Дан Патака Мариа Темеши Весна Шоуц Улф Бестлајн Драгана Радаковић                                    |

## Награде
Такмичење додељује низ посебних и специјалних награда од којих се издвајају:

### Главна награда такмичења
Главна награда такмичења је организација солистичког концерта са оркестром на великој сцени Коларчеве задужбине. Награда је први пут уведена 2018. године, и додељује се у сарадњи са Задужбином Илије М. Коларца.
| Година | Победник             |
| ------ | -------------------- |
| 2018   | Стеван Каранац       |
| 2019   | Катарина Радовановић |
| 2020   | Бети Братина         |
| 2021   | Страхиња Ђокић       |
| 2022   | Невена Ђоковић       |

### Награда Културног елемента
Културни елемент, као организатор такмичења додељује три специјалне награде, које подразумевају организацију солистичких концерата на важним и значајним локацијама у граду. Ова награда је уведена 2016. године, и одржава се серијом концерата у јуну месецу у оквиру едиције под називом "Победници".
| Година | Победници                                                              |
| ------ | ---------------------------------------------------------------------- |
| 2016   | Мина Глигорић Милена Дамњановић и Матеј Предојевић-Петрић              |
| 2018   | дуо Младен Продан и Катарина Радовановић Анђела Тодоровић Јована Анић. |
| 2019   | Јована Тимотијевић Марко Костић и Константин Костић                    |
| 2020   | Тена Лончаревић Лана Малетић и Оливера Кривокућа                       |
| 2021   | Маријана Шовран Мартина Кољеншић и Ана Гвозденовић                     |
| 2022   | Барбара Пијетловић Ермин Ашћерић и Марија Јонкова                      |